# Síntesis
Síntesis est un groupe de musique cubain crée en 1975 à Cuba, où il est considéré comme le premier groupe de rock progressif de l’île. Il est dirigé par Carlos Alfonso (compositeur, chanteur et bassiste) et Ele Valdès (chanteuse et pianiste), dans lequel jouera également, à partir des années 1990, leur fils, X-Alfonso.
Ce groupe expérimente la synthèse (d'où son nom) entre les rythmes yorubas, musique de la Santeria (religion afro-cubaine), le jazz, la musique classique, le rock expérimental, la pop ou encore le hip-hop,.
Les musiciens ont également subit les influences de Genesis, Pink Floyd ou Yes et la poésie du Trova cubain,
Leur album Habana a Flor de Piel a été nommé au Latin Grammy Award, dans la catégorie  du meilleur album tropical contemporain en 2002.
Ils ont également joué avec des musiciens tels que Chucho Valdés, Irakere, Jimmy Earl (en), Gonzalo Rubalcaba, Miguel Angá, Montell Jordan, Tata Guines, Wynton Marsalis, Pablo Milanés, Mi’shell Nge O’Cello, Stewart Copeland, Asian Dub Fondation, Ray Lema, Los Van Van, Rick Wakeman, Omara Portuondo.

## Festivals
- Festival Internacional de Jazz — Caracas, Venezuela.
- Festival de Jazz — Nice, France.
- Jazz à Nice — Nice, France.
- North Sea Jazz Festival — Pays-Bas.
- Pori Jazz Festival — Pori, Finlande.
- Festival de jazz de Montreux — Montreux, Suisse.
- Festival Pirineos Sur (es) — Huesca, Espagne.
- La Mar de Músicas (es) — Cartagène, Espagne.
- Popkomm Festival — Cologne, Allemagne.
- Ritmo y Color — Toronto, Canada

## Discographie

### Albums
- En Busca De Una Nueva Flor (1978)
- Aquil Estamos (1981)
- Hilo Directo (1984)
- Ancestros (1989)
- El hombre extraño (1991), en collaboration avec Silvio Rodríguez, huit des titres sont arrangés par Carlos Alfonso.
- Ancestros II (1993)
- En Los Límites Del Barrio (1995)
- Orishas (1997)
- Yoruba Celebration (2000)
- Havana A Flor De Piel (2001)
- Traigo Para Dar (2010)